# Guerra de duas frentes

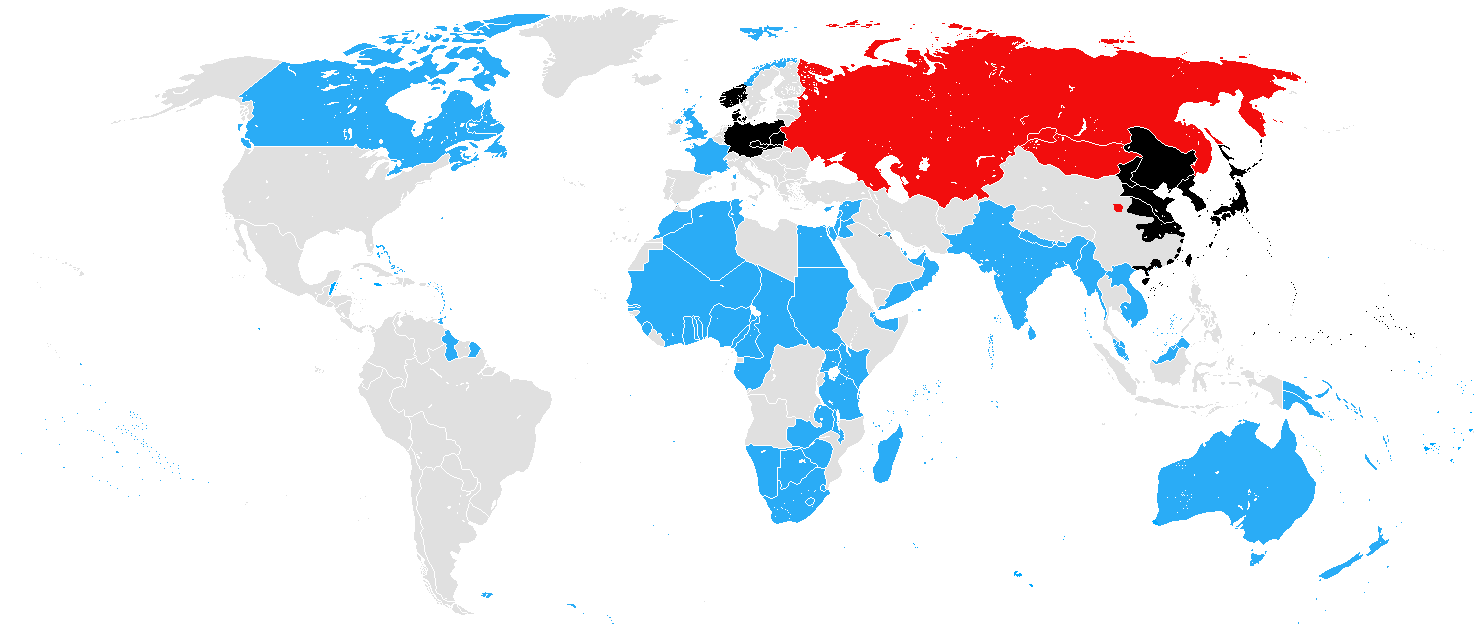
Mapa-múndi em maio de 1940, antes da Batalha de França, com os Aliados Ocidentais em azul, as Potências do Eixo em preto e o Comintern em vermelho. O Comintern juntou-se aos Aliados em junho de 1941, no início da Operação Barbarossa, confinando assim a Alemanha nazista a lutar uma guerra de duas frentes.

De acordo com a terminologia militar, uma guerra de duas frentes ocorre quando forças opostas se encontram em duas frentes geograficamente separadas. As forças de duas ou mais partes aliadas geralmente enfrentam simultaneamente um oponente para aumentar suas chances de sucesso. O oponente consequentemente encontra graves dificuldades logísticas, pois é forçado a dividir e dispersar suas tropas, defender uma linha de frente estendida e é pelo menos parcialmente cortado de seu acesso ao comércio e aos recursos externos. No entanto, em virtude da posição central, eles podem possuir as vantagens das linhas interiores.
O termo tem sido amplamente usado em um sentido metafórico, por exemplo, para ilustrar o dilema dos comandantes militares em campo, que lutam para executar ideias estratégicas ilusórias de burocratas civis, ou quando moções ou posições legais moderadas são simultaneamente opostas pela esquerda e direita políticas. A desaprovação e a oposição do movimento anti-guerra doméstico e de grupos de direitos civis em oposição à sangrenta luta militar do final da Guerra do Vietnã também foram descritas como uma guerra de duas frentes para as tropas dos EUA, que lutaram no Vietnã.